# Glória de Dourados
Glória de Dourados é um município brasileiro da região Centro-Oeste, situado no estado de Mato Grosso do Sul. Sua população conforme censo de 2022 é de 10.444 habitantes.

## História
Em 1955, Glória de Dourados teve seu povoamento ligado a implantação da colônia federal de Dourados. Clodomiro Albuquerque, administrador da colônia, determinou 8 lotes do projeto para constituir o início de uma povoação. Com base em planta elaborada por Paulo Thiry, foram executados, em 2 de maio de 1956, os trabalhos preliminares da área da futura povoação.
Foi elevada a distrito pela lei 1.197, de 22 de dezembro de 1958 e o município criado pela lei 1.941, de 11 de novembro de 1963.

## Geografia
Compõem o município dois distritos: Glória de Dourados (sede),Guaçulândia e Novo Pinheiro. 